# Szałwia judejska
Szałwia judejska (Salvia judaica Boiss.)  – gatunek rośliny z rodziny jasnotowatych (Lamiaceae). Występuje w obszarze śródziemnomorskim.

## Morfologia
Roślina efemeryczna, o wysokości 40–80 cm. Łodyga rozgałęziona,  liście pojedyncze,  obustronnie ogruczolone, brzegi blaszki ząbkowane. Kwiaty różowo-fioletowe, aromatyczne, wyrastające w okółku po 6–12. Kwitnie od kwietnia do czerwca.
Rośnie w zaroślach, na stepach i półpustyniach.

## Udział w kulturze
Według niektórych znawców roślin biblijnych kształt tradycyjnego, siedmioramiennego świecznika żydowskiego, zwanego menorą, wzorowany jest na rozgałęzieniach tego gatunku szałwii. Hebrajskie słowo mōrijjā(h) występuje zarówno w nazwie góry Moria, wymienionej w Księdze Rodzaju (22,2), jak i wzgórza Moria, na którym zbudowano Świątynię Jerozolimską. Zdaniem J. Maillata i S. Maillata jednak bardziej odpowiednim wzorem menory jest dziewanna synajska (Verbascum sinaiticum).